# Élections cantonales de 1889 dans la Somme
Les élections cantonales françaises de 1889 ont eu lieu le 28 juillet et 4 août 1889.

## Contexte départemental

### Assemblée départementale sortante
Avant les élections, le conseil général de la Somme est présidé par Albert Dauphin (Libéral), à la tête du département depuis 1873. Il comprend 41 conseillers généraux issus des 41 cantons de la Somme. 20 d'entre eux sont renouvelables lors de ces élections.
| Parti                              | Sigle | Sigle    | Élus |
| ---------------------------------- | ----- | -------- | ---- |
| Centre (24 sièges)                 |       |          |      |
| Association nationale républicaine |       | Rép.     | 20   |
| Union libérale                     |       | Libéral  | 4    |
| Droite (12 sièges)                 |       |          |      |
| Conservateurs                      |       | Cons.    | 12   |
| Gauche (5 sièges)                  |       |          |      |
| Républicains radicaux              |       | Rad.     | 3    |
| Radicaux-socialistes               |       | Rad-soc. | 2    |
| Président du conseil général       |       |          |      |
| Albert Dauphin (Libéral)           |       |          |      |

## Conseil général élu
| Canton             | Conseiller sortant              | Étiquette | Candidat élu                    | Étiquette |
| ------------------ | ------------------------------- | --------- | ------------------------------- | --------- |
| Abbeville-Sud      | Henry Gavelle                   | Rép.      | Alfred Le Sergeant de Monnecove | Cons.     |
| Acheux-en-Amiénois | Charles Marie Faton de Faverney | Cons.     | Charles Marie Faton de Faverney | Cons.     |
| Albert             | Georges Le Feuvre d'Ovigne      | Cons.     | Georges Le Feuvre d'Ovigne      | Cons.     |
| Amiens-Nord-Ouest  | Lucien Fournier                 | Rad.      | Lucien Fournier                 | Rad.      |
| Amiens-Sud-Est     | Albert Dauphin                  | Libéral   | Georges Boulanger               | Boul.     |
| Ault               | Adéodat Gilson                  | Rad-soc.  | Adéodat Gilson                  | Rad-soc.  |
| Chaulnes           | Ernest Boinet                   | Rép.      | Ernest Boinet                   | Rép.      |
| Conty              | Alphonse de l'Épine             | Cons.     | Alphonse de l'Épine             | Cons.     |
| Corbie             | Alphonse Tonnel                 | Cons.     | Alphonse Tonnel                 | Cons.     |
| Crécy-en-Ponthieu  | Jules Sagebien                  | Rép.      | Jules Sagebien                  | Rép.      |
| Domart-en-Ponthieu | François-Jules Brouilly         | Rép.      | François-Jules Brouilly         | Rép.      |
| Hallencourt        | Léon de Bonnault d'Houët        | Cons.     | Léon de Bonnault d'Houët        | Cons.     |
| Ham                | Achille-Joseph Bernot           | Rép.      | Achille-Joseph Bernot           | Rép.      |
| Hornoy-le-Bourg    | Marie Arthur Danzel d'Aumont    | Cons.     | Eugène Leullier                 | Rép.      |
| Molliens-Vidame    | Arsène Gambier                  | Rép.      | Arsène Gambier                  | Rép.      |
| Montdidier         | Gustave-Louis Jametel           | Libéral   | Gustave-Louis Jametel           | Libéral   |
| Moreuil            | Charles Descaure                | Cons.     | Charles Descaure                | Cons.     |
| Moyenneville       | Charles Demarquet               | Rép.      | Gaston de Douville-Maillefeu    | Rad-soc.  |
| Péronne            | Alexandre Villemant             | Cons.     | Alexandre Villemant             | Cons.     |
| Rue                | Antoine Béthouart               | Rép.      | Antoine Béthouart               | Rép.      |

*Conseillers généraux sortants ne se représentant pas

### Élus
| Partis       | Partis                             | Conseillers sortants | Conseillers élus | Évolution     |
| ------------ | ---------------------------------- | -------------------- | ---------------- | ------------- |
|              | Association nationale républicaine | 8                    | 7                | 1             |
|              | Union libérale                     | 2                    | 1                | 1             |
| Total Centre | Total Centre                       | 10                   | 8                | 2             |
|              | Conservateurs                      | 8                    | 8                | en stagnation |
| Total Droite | Total Droite                       | 8                    | 8                | en stagnation |
|              | Radicaux-socialistes               | 1                    | 2                | 1             |
|              | Républicains radicaux              | 1                    | 1                | en stagnation |
| Total Gauche | Total Gauche                       | 2                    | 3                | 1             |
|              | Boulangistes                       | 0                    | 1                | 1             |
| Total Divers | Total Divers                       | 0                    | 1                | 1             |

### Groupes politiques
| Parti                              | Sigle | Sigle    | Élus |
| ---------------------------------- | ----- | -------- | ---- |
| Centre (22 sièges)                 |       |          |      |
| Association nationale républicaine |       | Rép.     | 19   |
| Union libérale                     |       | Libéral  | 3    |
| Droite (12 sièges)                 |       |          |      |
| Conservateurs                      |       | Cons.    | 12   |
| Gauche (6 sièges)                  |       |          |      |
| Républicains radicaux              |       | Rad.     | 3    |
| Radicaux-socialistes               |       | Rad-soc. | 3    |
| Divers (1 siège)                   |       |          |      |
| Boulangistes                       |       | Boul.    | 1    |
| Président du conseil général       |       |          |      |
| Gustave-Louis Jametel (Libéral)    |       |          |      |